# Herminiimonas saxobsidens
Herminiimonas saxobsidens es una bacteria gramnegativa del género Herminiimonas. Fue descrita en el año 2007. Su etimología hace referencia a ocupante de rocas. Es aerobia y móvil por flagelo polar. Tiene un tamaño de 0,4 por 0,8 μm, con forma ovoide, y suele crecer en forma individual o en parejas. Forma colonias circulares, convexas y traslúcidas tras 3 días de incubación. Temperatura de crecimiento entre 4-37 °C. Catalasa y oxidasa positivas. Es resistente a los antibióticos: ampicilina, bacitracina y estreptomicina. Sensible a eritromicina, cloranfenicol y gentamicina. Se ha aislado en una roca cubierta de líquenes en Turquía.